# Friedrich Wilhelm August Argelander
Friedrich Wilhelm August Argelander (ur. 22 marca 1799 w Memel, Prusy Wsch. (obecnie Kłajpeda), zm. 17 lutego 1875 w Bonn) – niemiecki astronom, pochodzenia fińskiego; profesor uniwersytetu w Bonn; dyrektor obserwatorium astronomicznego w Turku, założyciel obserwatoriów w Bonn (1831) i Helsinkach (1837).
Podał metodę wizualnej oceny jasności gwiazd zmiennych oraz zainicjował ich system nazewnictwa. W 1837 roku opublikował wyniki pierwszych badań nad ruchem Słońca w przestrzeni kosmicznej. W 1844 roku rozpoczął badania nad gwiazdami zmiennymi.
Największym jego osiągnięciem była publikacja Bonner Durchmusterung (1859-62), w której skatalogował 324188 gwiazd od północnego bieguna niebieskiego aż do 2° na południe od równika niebieskiego, podał ich pozycje i jasność. Katalog był rezultatem 25-letniej pracy. Zawierał wszystkie gwiazdy o jasności do dziewiątej wielkości gwiazdowej. Dzieło to zostało wydane ponownie w 1950 roku.

## Nagrody i wyróżnienia
- Od 1846 był zagranicznym członkiem brytyjskiego Royal Society[3].
- W 1863 otrzymał Złoty Medal Królewskiego Towarzystwa Astronomicznego[4].
- W 1874 otrzymał Pour le Mérite za Naukę i Sztukę[5].
- Jego nazwiskiem nazwano planetoidę (1551) Argelander oraz krater Argelander na Księżycu[6].